# Seerosenkreis
Der Seerosenkreis in München ist ein Künstlerstammtisch und eine Gemeinschaft von Künstlerinnen und Künstlern aller Sparten, die sich im Jahr der Währungsreform, 1948, in der Bierwirtschaft „Seerose“ im Herzen Altschwabings gegründet wurde. Er ist bis heute kein eingetragener Verein. Überregional bekannt ist er als Ausrichter des Seerosenpreises.

## Geschichte
Gründungsmitglied Peter Paul Althaus verewigte die Künstlergemeinschaft in seinem Traumstadt-Gedichten. Der Maler Herrmann Geiseler, der erste Sprecher der Bildenden Seerose, schuf das Gemälde „Traumstadt bei Nacht“. Es war viele Jahre das Markenzeichen der Seerose – zu sehen auch bei zahlreichen Veranstaltungen.
Ende der 1950er Jahre erfolgte die Trennung der Schriftsteller/Literaten („Seerosianer“) und Bildende Künstler („Seerösler“), da das Lokal „Seerose“ zu klein für die immer weiter anwachsende Zahl der Künstler wurde. Zuletzt hatten sich 1958, zum 10. Geburtstag der „Seerose“ im Jahr der 800-Jahr-Festlichkeiten Münchens Seerosenkünstler und Literaten zu einem gemeinsamen Ausstellungs- und Veranstaltungsprogramm zusammengefunden. Die Literaten gingen in die Schwabinger Seidlvilla, die bildenden Künstler in das Münchner Künstlerhaus. Beide Gruppen fühlen sich zum Seerosenkreis gehörig. Den 50. Geburtstag des Seerosenkreises begingen die Literaten mit einem festlichen Programm in der Seidlvilla, den 55. Geburtstag gestalteten die bildenden Künstler ebenfalls separat. Zum 60-jährigen Jubiläum des Seerosenkreises fanden sich dann die Kreise Literatur und Bildende Kunst wieder zusammen zu einer gemeinsamen Ausstellung mit literarisch-kabarettistisch-musikalischem Programm. 
Bis heute steht der Seerosenkreis für ein Stück Münchner Nachkriegskultur. Wie eine Reihe von Münchner Künstlervereinen des 19. Jahrhunderts und wie die bis heute existierende Künstlergesellschaft Allotria entstand er aus dem Wunsch nach geselligem Beisammensein. Vor allem Münchner Kunstschaffenden aus Literatur, Bildender Kunst und Musik bietet der Seerosenkreis ein Forum für den Austausch und eine Bühne für die öffentliche Wirksamkeit. Das ist in jüngerer Zeit vor allem Brigitta Rambeck zu verdanken, die von 2004 bis 2022 den literarischen Seerosenkreis leitete. Danach ist die Leitung an Petra Herrmann, Gunna Wendt und Franz Klug übergegangen. Nach Hans-Jochen Vogel hat Alt-Oberbürgermeister Christian Ude die Schirmherrschaft für den Kreis übernommen.
Als Schwabinger Institution ist die Seerose durch den jährlich von der Stadt vergebenen Seerosenpreis im Bereich Bildende Kunst weit über Münchens Grenzen hinaus bekannt. Die literarische Seerose richtet ab 2024 alljährlich die Verleihung des Schwabinger Kunstpreises aus.